# 南廷賢
南 廷賢（ナム・ジョンヒョン、1933年12月13日 - 2020年12月21日）は、大韓民国の小説家。1960年代を代表する作家である。南の作品の多くは政治性を含み、「糞地（분지）」が反共法に問われたように時の政権の弾圧を受けた。

## 略歴
1933年12月13日、忠清南道瑞山郡瑞山邑に生まれる。本貫は宜寧南氏。国民学校3年のとき、神霊と自称する男に従いて家出し、孤児院に保護された経験がある。瑞山農林高等学校を卒業後、雑誌記者を5か月、瑞山検察庁書記補を5か月ほど勤めてから小説を書き始め、1958年、『自由文学』に「警告区域」を発表、文壇に登場する。南の作品はすぐに文壇を賑わし、1961年には「너는 뭐냐 (お前はなんだ)」で東仁文学賞を受賞するまでになった。
1965年、『現代文学』に発表した「糞地」は、韓国に駐留するアメリカ兵が強姦・暴行する様を描いた政治性の高い作品である。この「糞地」が北朝鮮の『統一戦線』及び在日朝鮮人雑誌『統一評論』に紹介されたことで南は反共法に問われ、裁判にかけられた。いわゆる「糞地筆禍事件」である。南は他にも1971年に民主守護国民協議会の結成に参加し、1974年3月の民青学連事件による大統領緊急処置違反で逮捕され、8月まで投獄されている。
2020年12月21日に死去、87歳没。

## 年譜
- 1933年12月13日、忠清南道瑞山郡瑞山に生まれる。
- 1961年、第6回東仁文学賞を受賞する。
- 1965年、「糞地」を発表する。
- 2002年、第12回民族芸術賞を受賞する。

## 代表作品
- 경고구역
- 굴뚝 밑의 유산
- 모의시체
- 인간 플래카드
- 누락인종
- 기상도
- 너는 뭐냐
- 자수민
- 광태
- 현장
- 부주전상서
- 사회봉
- 탈의기
- 분지
- 허허선생
- 천지현황
- 방귀소리
- 성지
- 세상의 그 끝에서

## 日本語で読める作品
- 林啓（李丞玉）訳「糞地」『歳月‐現代南朝鮮小説選』新興書房、1967年
- 小倉尚訳「糞地」『現代朝鮮文学選 1』創土社、1973年
- 小倉尚訳「司会棒」『現代朝鮮文学選 1』創土社、1973年
- 李丞玉訳「許虚先生・Ⅱ」『現代韓国小説選 1‐帝国幽霊・黄狗の悲鳴』同成社、1978年
- 大村益男訳「糞地」『韓国短篇小説選』岩波書店、1988年 ISBN 4000003232 / ISBN 978-4000003230